# 曹村大佛寺遗址
曹村大佛寺遗址位于中华人民共和国天津市静海区陈官屯镇曹村西约1500米，东临前进渠500米。该遗址被当地村民俗称“佛寺疙瘩”，表面平坦，高出地表约1.5米，现可分为上、下两级台地，第一台地平面呈长方形，面积约为18000平方米，第二台地位于第一台地的正中，平面亦呈长方形，面积约为4500平方米，在其北面有一块大条石露出地表，采集的遗物以建筑构件为主，青砖的尺寸均为长40厘米，宽14厘米，厚17厘米，瓷器见有龙泉青瓷、白釉褐花和青花瓷，根据标本初步判定为明清时期建筑遗址，据当地村民介绍，此处原有一大佛，现存于天津大悲院。